# Hudson Motor Car Company

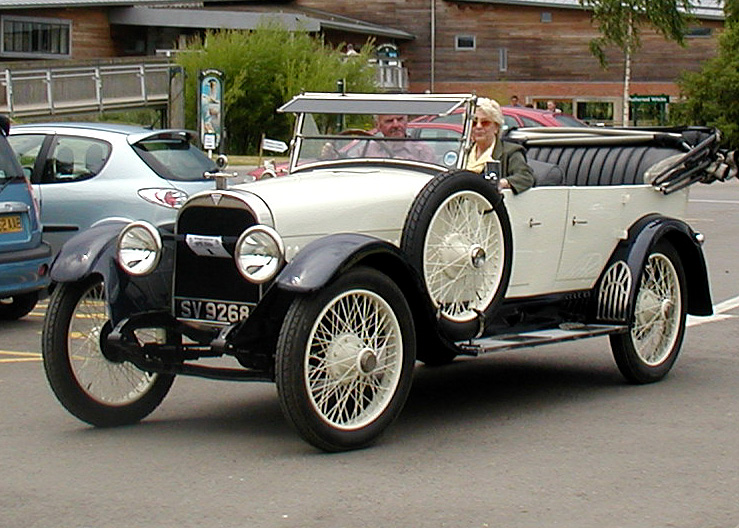
Hudson Phaeton z roku 1917

Hudson Motor Car Company byla americká automobilka. Založil ji v roce 1909 Roy Dikeman Chapin a počáteční kapitál do společnosti dodal podnikatel Joseph Lowthian Hudson, podle kterého firma dostala svůj název. Sídlo společnosti se nacházelo v Detroitu ve státě Michigan. První model nazvaný Twenty měl úspěch a v prvním roce se prodalo přes 4000 automobilů tohoto typu. V roce 1954 byla společnost sloučena s automobilkou Nash a vznikla tím firma American Motors Corporation.